# Irena Majcen (ilustratorka)
Irena Majcen, slovenska slikarka in ilustratorka, * 20. februar 1948, Maribor, Slovenija.
Leta 1972 je diplomirala na Akademiji za likovno umetnost v Ljubljani pri profesorju Maksimu Sedeju. Po diplomi je nekaj let živela na Škotskem, kjer se je pričela ukvarjati z ilustracijo. Tam je ilustrirala več knjig in se ob vrnitvi v Slovenijo posvetila ilustratorstvu. Veliko je sodelovala z otroškimi in mladinskimi revijami (Kekec, Ciciban, PIL). Po nekajletnem pedagoškem delu je začela ustvarjati kot samostojna umetnica – ilustratorka. Leta 1996 se je zaposlila kot likovna pedagoginja na Srednji poklicni in strokovni šoli Bežigrad v Ljubljani, kjer je bila zaposlena vse do leta 2012. Njena dela so v stalni zbirki ilustracij v Šivčevi hiši v Radovljici. Leta 1995 je na Slovenskem bienalu ilustracije prejela plaketo Hinka Smrekarja. Živi in ustvarja v Ljubljani.

## Dela

### Pomembnejše knjižne ilustracije
- Bratec in sestrica (1985) (COBISS)
- Zmerom svojo goni slavček (1986) (COBISS)
- Petra in gazela Frčela (1987) (COBISS)
- Snežica in Rožica (1988) (COBISS)
- Praprotno seme (1988) (COBISS)
- Palčki so! (1989) (COBISS)
- Punčka z grdimi lasmi (1992) (COBISS)
- Zgodbe s panjskih končnic (1993) (COBISS)
- Zalika in zver (1999) (COBISS)

## Nagrade
- Plaketa Hinka Smrekarja (1995)

## Vir
- Veler Alenka, ur. (2005). Album slovenskih ilustratorjev. Ljubljana : Mladinska knjiga. COBISS 219779072. ISBN 86-11-16562-4.
- Bajt, Drago (1999). Slovenski kdo je kdo. Nova revija, Ljubljana. COBISS 103618304. ISBN 961-6017-90-X.
- Avguštin, Maruša. "Irena Majcen". V: Otrok in knjiga. Letn. 21, št. 38 (1994), str. 51-55 (COBISS)

1. ↑  Arhiv likovne umetnosti — 2003.